# Kamilya Jubran

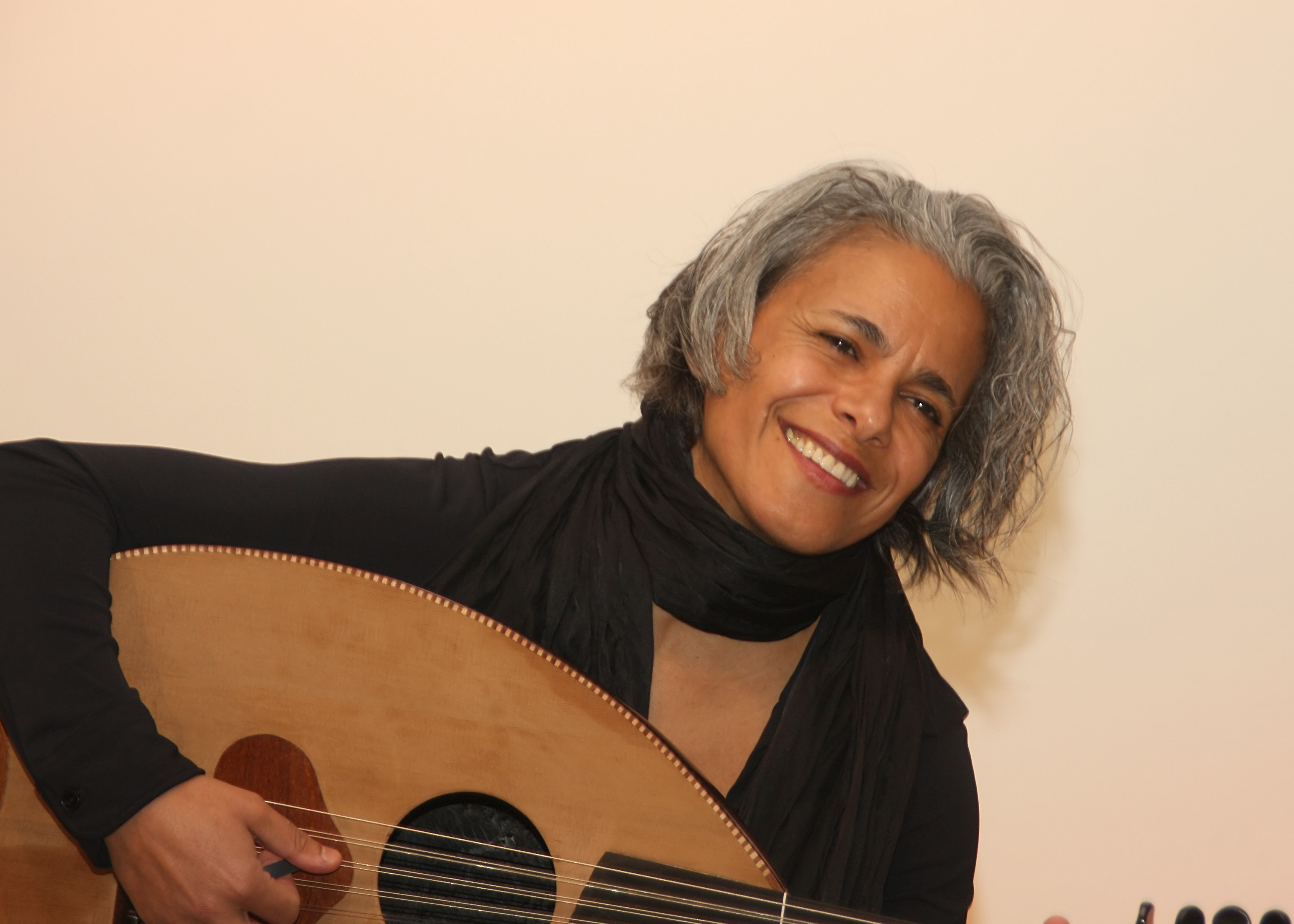
Kamilya Jubran im Oktober 2009

Kamilya Jubran (arabisch كميليا جبران Kamilya Dschubran, DMG Kamīlyā Ǧubrān; auch Joubran; * 1963 in Akkon, Israel) ist eine palästinensische Sängerin und Instrumentalistin mit israelischer Staatsangehörigkeit. Sie singt auf Hocharabisch und vertont moderne arabische sowie ins Arabische übersetzte Gedichte.

## Werdegang
Kamilya Jubran ist die Tochter eines Musiklehrers und Instrumentenbauers, der sie bereits mit vier Jahren unterrichtete und ihr das Spiel auf der Knickhalslaute Oud und der Kastenzither Qanun vermittelte. 
1982, mit 19 Jahren, wurde sie Mitglied der Jerusalemer Musikgruppe Sabreen, die sie bis 2002 als Leadsängerin und Instrumentalistin mitprägte. Die Band war ein wichtiger Vertreter palästinensischer politischer Musik.
Seit 2000 tritt Kamilya Jubran nicht nur in arabischen Ländern, sondern auch in Europa mit unterschiedlichen eigenen Musikprojekten (Mahattaat, Wameedd) und einem Soloprogramm auf. Neben eigenen Songs enthält ihr Programm Gedichtvertonungen verschiedener Autoren.

## Diskographie
- Mahattaat (Stationen). 2002
- Wameedd. (begleitet von Werner Hasler), Oktober 2005
- Makan. Januar 2009
- Wanabni (begleitet von Werner Hasler), 2011[2]
- Kamilya Jubran & Sarah Murcia: Nhaoul (Accords Croisés, 2013)